# Матео Ковачич
Матео Ковачич (на хърватски: Mateo Kovačić) е хърватски футболист, национал. Състезава се за английския Манчестър Сити.

## Кариера

### Реал Мадрид
На 18 август 2015 г. официалният сайт на Реал Мадрид съобщава за закупуването на Матео Ковачич. Официалното му представяне пред фенове и журналисти е на 19 август като подписва договор 6 години с годишна заплата от 3 млн. евро. Ковачич в новия си отбор ще носи фланелка с номер 16.

## Успехи
Динамо Загреб
- Първа хърватска футболна лига: 2010/11, 2011/12, 2012/13
- Купа на Хърватия: 2011, 2012

Реал Мадрид
- Ла лига: 2016/17
- Суперкопа де Еспаня: 2017
- Шампионска лига: 2015/16, 2016/17, 2017/18
- Суперкупа на УЕФА: 2016, 2017
- Световно клубно първенство на ФИФА: 2016, 2017

Челси
- Шампионска лига: 2020/21[7]
- Лига Европа: 2018/19[8]
- Суперкупа на УЕФА 2021

Хърватия
- Трето място и бронзов медал на Световното първенство по футбол 2022 в  Катар.[9]